# Johann Wassenberch
Johann Wassenberch (* 12. September 1454 in Duisburg; † 1517 (?) ebenda) war ein Duisburger Geistlicher.
Wassenberch lebte zeit seines Lebens in Duisburg und war als Kaplan bei den Johannitern tätig. Von ihm liegt eine Chronik in niederfränkischer Sprache vor, die als „Duisburger Chronik“ bekannt ist.
Ins Ordenshaus der Duisburger Johanniter trat er im Oktober des Jahres 1474 ein. Dort lebte er mutmaßlich bis zu seinem Tode.

## Duisburger Chronik
Wassenberchs Chronik reicht von 1474 bis 1517. Arend Mihm sieht in ihr eine wertvolle historische Quelle, die zugleich „als ein authentisches Zeugnis für den niederrheinischen Dialekt jener Zeit angesehen werden“ müsse. Die einzige Handschrift der Chronik befindet sich in einer privaten westfälischen Adelsbibliothek: Bibliothek Haus Ruhr in Senden Cod. 99 (autographe Chronikenhandschrift).
In der Chronik, für die Wassenberch auch Einblattdrucke und historische Lieder heranzog, berichtet er nicht nur über lokale Ereignisse. Sein Blick geht weit hinaus über das niederrheinische Herzogtum. Was damals im Kölner Erzbistum und im ganzen Reich vor sich ging und was er für erwähnenswert hielt, hat er aufmerksam verfolgt und in seiner Chronik festgehalten. So berichtet er auch über solche Ereignisse wie das Erdbeben in Konstantinopel, über die Türkenkriege und die Entdeckung Amerikas.
„Die Schilderungen sind auffallend lebendig und faktenreich, bleiben in der Regel aber knapp“ (Mihm 1998).
Im Jahre 1517 bricht die Chronik abrupt ab. Wassenberch starb wahrscheinlich an der Pest, die zu jener Zeit im Rheinland wütete.
Zusätzlich zur Ausgabe der Chronik ab 1474 durch Mihm 1981 (mit Geburtsjahr 1454) bietet die alte Ausgabe von Theodor Ilgen von 1894 einige lokale Zusätze, die Wassenberch seiner Abschrift der Koelhoffschen Chronik hinzufügte.